# ترو آبه
ترو آبه (به انگلیسی: Teruo Abe) بازیکن فوتبال اهل ژاپن و عضو تیم ملی فوتبال ژاپن بود که در تاریخ ۱۳ مه ۱۹۳۴ میلادی اولین بازی ملی‌اش را انجام داد. او در ۲ بازی ملی حضور داشت و آخرین بازی ملی خود را در تاریخ ۱۵ مه ۱۹۳۴ میلادی انجام داد. ترو آبه در بازی‌های ملی‌اش
گلی به ثمر نرساند.